# Chi Hải tượng
Chi Hải tượng hay chi Voi biển (tên khoa học: Mirounga) là một chi động vật có vú trong họ Hải cẩu thật sự, bộ Ăn thịt. Chi này được Gray miêu tả năm 1827.

## Các loài
Chi này gồm 2 loài:
- Mirounga angustirostris - Hải tượng phương bắc
- Mirounga leonina - Hải tượng phương nam

## Hình ảnh

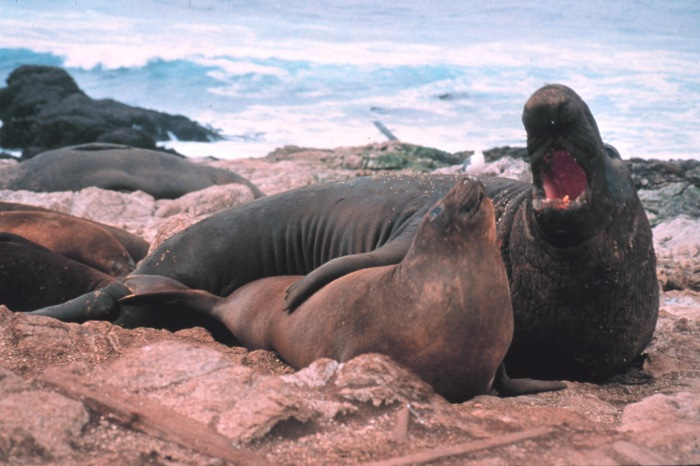
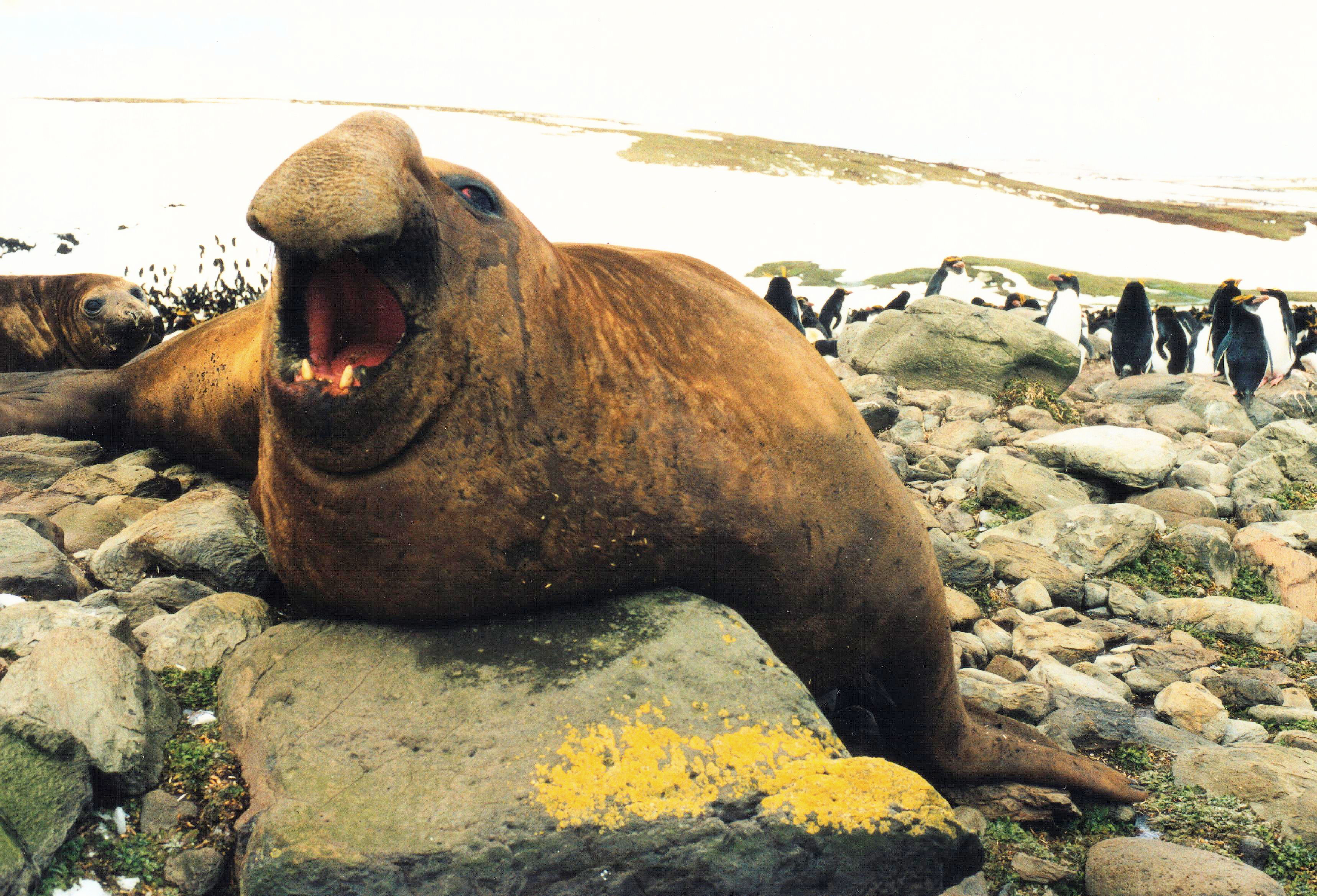
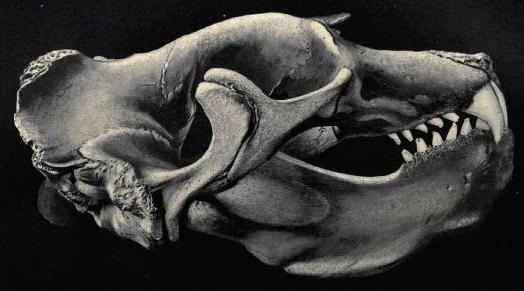